# لويس بيريرا
لويس بيريرا (بالبرتغالية: Luís Pereira) مواليد 21 يونيو 1949 في جوازيرو، البرازيل، هو لاعب كرة قدم برازيلي سابق كان يلعب كمدافع. سبق له أن لعب في كأس العالم لكرة القدم مع منتخب بلاده.

## المسيرة الاحترافية

### أندية لعب لها
- نادي بالميراس
- أتلتيكو مدريد
- نادي فلامنغو
- جمعية بورتوغيزا الرياضية
- نادي كورينثيانز
- سانتو أندريه
- نادي ساو كايتانو

## روابط خارجية
- لويس بيريرا على موقع الاتحاد الدولي (مؤرشف)  (الإنجليزية)
- لويس بيريرا على موقع قاعدة بيانات كرة القدم.إي يو (الإنجليزية)
- لويس بيريرا على موقع ناشيونال فوتبول تيمز (الإنجليزية)